# City Hunter (jeu vidéo)
Pour les articles homonymes, voir City Hunter.
City Hunter est un jeu vidéo d'action édité et développé par Sunsoft, sorti en 1990 sur TurboGrafx-16, adapté de la franchise japonaise City Hunter.

## Système de jeu
City Hunter est un jeu d'action en scrolling horizontal basé sur le manga et l'anime homonyme. Le joueur incarne Ryô Saeba, garde du corps, qui se voit souvent confier des missions par de séduisantes clientes. Le jeu est structuré de manière similaire à Mission impossible : Ryô explore les bâtiments, vérifie les portes à la recherche de personnages non-joueur et d'objets essentiels à la mission, tout en tirant sur les ennemis qui l'attaquent pendant son enquête. Il contient quatre étapes, ou « chapitres », et des apparitions de divers personnages de la franchise comme la partenaire de Ryo, Kaori Makimura, son rival Umibôzu et son contact dans la police, Seiko Nogami.

## Accueil
Le jeu est bien accueilli par la presse spécialisée selon l'agrégateur MobyGames. Dans son numéro d'avril 1990, le magazine Génération 4 lui attribue une note de 85 % le qualfiiant de « bon jeu ».